# Тетраэтоксигерман
Тетраэтоксигерман — химическое соединение, 
алкоголят германия и этилового спирта с формулой Ge(OC2H5)4,
бесцветная жидкость,
гидролизуется водой.

## Получение
- Реакция этилата натрия и хлорида германия(IV) в абсолютном этаноле:

{\displaystyle {\mathsf {GeCl_{4}+4NaOC_{2}H_{5}\ {\xrightarrow {90^{o}C}}\ Ge(OC_{2}H_{5})_{4}+4NaCl}}}

## Физические свойства
Тетраэтоксигерман — бесцветная жидкость.

## Химические свойства
- Реагирует с водой:

{\displaystyle {\mathsf {Ge(OC_{2}H_{5})_{4}+2H_{2}O\ {\xrightarrow {}}\ GeO_{2}\downarrow +4C_{2}H_{5}OH}}}